# Echternacher Springprozession
Die Echternacher Springprozession ist eine religiöse Prozession, die jedes Jahr am Dienstag nach Pfingsten in Echternach in Luxemburg stattfindet. Die Teilnehmer „springen“ zu Polkamelodien in Reihen durch die Straßen der Stadt bis zum Grab des Heiligen Willibrord in der Echternacher Basilika.
Die Veranstaltung ist Teil des offiziellen immateriellen Kulturerbes des Landes. Die UNESCO hat die Prozession auf ihrer Sitzung vom 16. November 2010 in Nairobi zur Repräsentativen Liste des immateriellen Kulturerbes der Menschheit hinzugefügt.

## Geschichte
Die heutige Form der Springprozession geht auf das 19. Jahrhundert zurück, jedoch lassen sich Quellen ihrer Entstehung bis ins Mittelalter zurückverfolgen.
Die älteste Quelle ist die Sequenz „Laudes Christo“ des Abtes Berno von Reichenau (um 1000), in welcher die Gläubigen aufgefordert werden, das Lob Christi zu Ehren des heiligen Willibrord „magno tripudio“ (mit einem großen Dreisprung) zu feiern. Abt Thiofrid († 1110) berichtet von einer Pilgerprozession zum Grab des heiligen Willibrord, jedoch war hierbei noch keine Rede von einem Tanz bzw. dem „Springen“. Im Mittelalter mussten die Gemeinden, welche zur Reichsabtei Echternach gehörten, in der Pfingstwoche ihren Zehnten an die Reichsabtei abführen. Dies wurde Bannprozession genannt. 1497 werden in einer Quelle Springenheiligen erwähnt. Die erste bildliche Darstellung der Springprozession geht auf das Jahr 1604 zurück.

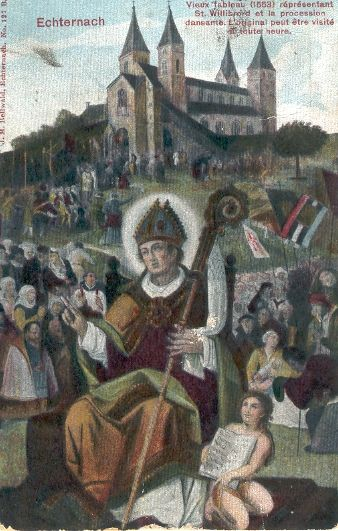
Kolorierte Postkarte (um 1900) mit einem Gemälde aus dem Jahr 1553: Willibrord und die Springprozession

Wie es zum Tanzen oder Springen kam, ist heute nicht vollständig geklärt. Der heilige Willibrord, ebenso Johannes der Täufer und der heilige Vitus, waren Heilige, die bei Nervenkrankheiten, Krämpfen, Veitstanz oder Epilepsie angerufen wurden. Ausdrücke wie zum Beispiel Echternacher Krankheit oder auch Krankheit des Heiligen Johannes wurden häufig mit der Springprozession in Verbindung gebracht. Man kann daher annehmen, dass Kranke an der Prozession teilnahmen, oder sich die Gläubigen in der Prozession wie Kranke bewegt haben, um ebendiese Krankheiten nicht zu bekommen. Andere Erklärungen sehen in der Prozession eine Danksagung an St. Willibrord, der die Menschen der Gegend vom Veitstanz befreit haben soll. Eine andere Theorie nimmt an, dass sich die Springprozession aus einer zivilisierten Form der Flagellantenprozession entwickelt hat, welche im 14. Jahrhundert als ein Hilfsmittel gegen die Pest verbreitet waren. Mehrere Hinweise lassen vermuten, dass die Springprozession bis auf die Zeit Willibrords zurückgeht und aus einem christianisierten heidnischem Ritual hervorgeht. Dies war auch die Ansicht der meisten Kommentatoren der Prozession im 19. Jahrhundert. Springprozessionen hat es auch in anderen Regionen der Eifel gegeben, z. B. die Prümer Springprozession in Prüm, die im 13. Jahrhundert entstand.
Im 18. Jahrhundert, dem Jahrhundert der Aufklärung, wurde das Springen von weltlicher und von geistlicher Seite zunehmend kritisiert. Die einen hielten es für einen Ausdruck von Obskurantismus und Aberglaube, die anderen bedauerten die Entgleisungen, wenn die Gläubigen zu sehr in Ekstase gerieten. 1778 hat der Erzbischof und Kurfürst von Trier Clemens Wenzeslaus von Sachsen die Echternacher und Prümer Springprozession verboten, weil diese „nicht vernünftig“ seien. Auch der Kaiser des Heiligen Römischen Reiches Joseph II. ließ 1786 alle Prozessionen verbieten, nahm dieses Verbot bald darauf jedoch zurück, wahrscheinlich weil sich sowieso niemand daran hielt. Durch die Französische Revolution und die damit folgende französische Besatzung wurde die Prozession wiederum verboten. Unter Napoleon wurde sie 1801 dann wieder erlaubt. Nun erhielten auch Frauen das Recht, daran teilzunehmen.
1825 sollte die Springprozession einem Dekret Wilhelms I. zufolge vom Dienstag nach Pfingsten auf den Pfingstsonntag selbst verlegt werden, um so keinen Arbeitstag zu verlieren. Der Großherzog hatte damit anscheinend nicht viel Erfolg, denn 1830 wurde das Dekret aufgehoben. Die einzigen Perioden der jüngeren Geschichte, in der die Prozession nicht stattfinden konnte, waren die Zeit der deutschen Besatzung 1940–1944 während des Zweiten Weltkriegs und 2020 während der Corona-Pandemie. Anstelle dessen gab es im Juni 2020 ein digitales Angebot zur Durchführung. 2025 nahm mit Erbgroßherzog Guillaume von Luxemburg zum ersten Mal ein Mitglied der großherzoglichen Familie an der Prozession teil.

## Die Form der Springprozession

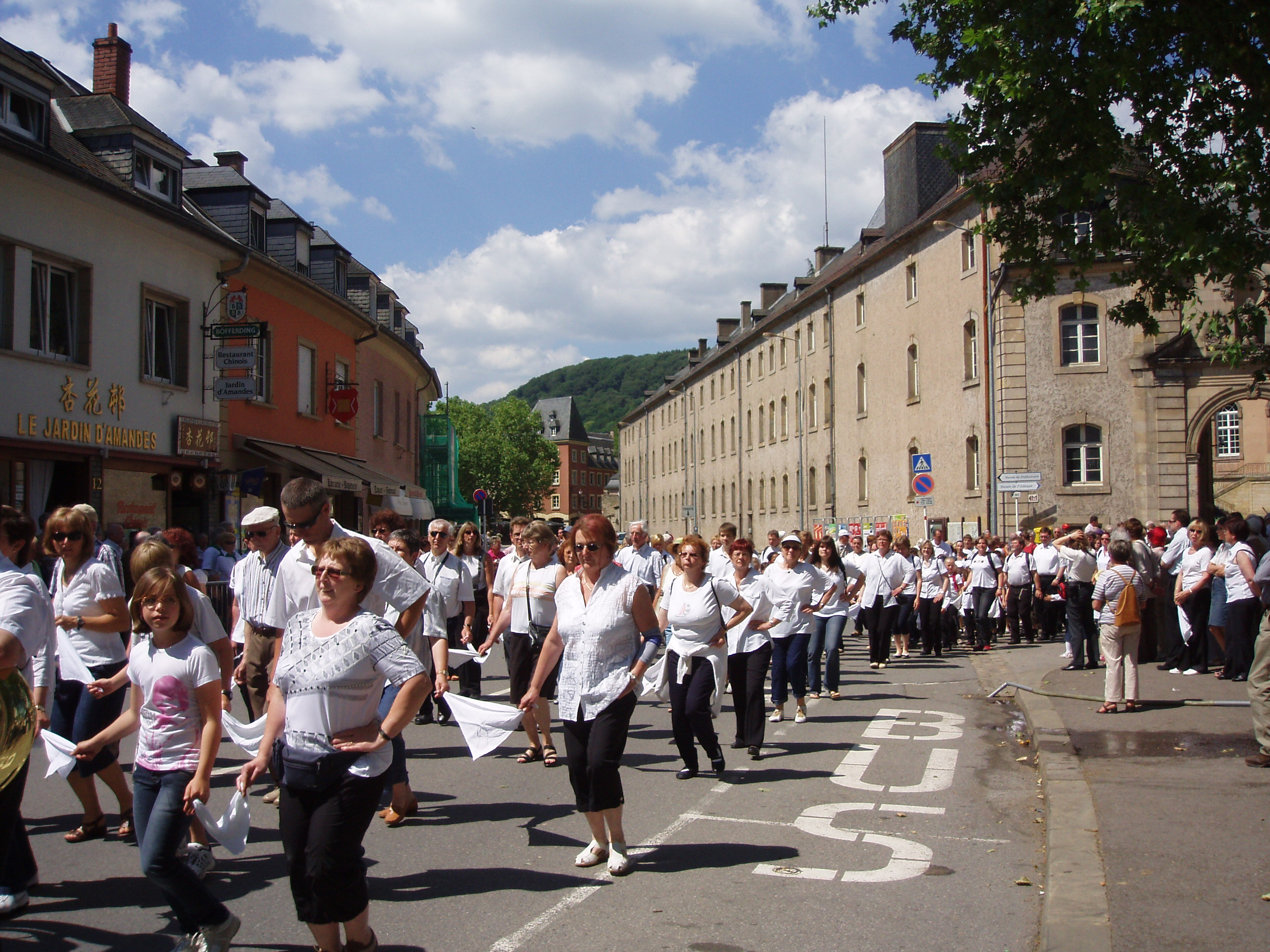
Teilnehmer kommen aus dem Abteitor

Der Tanzschritt ist nirgendwo festgeschrieben. Der Echternacher „Pilgerschritt“ – zwei Schritte vor, einer zurück – ist ein beliebtes, wenn auch falsches Klischee. Bereits der Düsseldorfer Pfarrer Anton Joseph Binterim lehnte 1848 die in der ihm vorliegenden Literatur beschriebenen Schrittfolgen (3 vor, 2 zurück, [dicunt] saltantes progredi passus tres regredique duos, so P. Bertholet; 3 vor, 1 zurück, [scribunt] post tertium quemque passum retrocedere passu dumtaxat uno, P.F.C. de Feller; 2 vor, 1 zurück, [ajunt] post binas tantum passus unum esse retrogradum, Encycl. Univ. Germanica) ab; er selber habe – wie bereits von Michael Müller für die Zeit um 1790 beschrieben – in Echternach beobachtet, dass die „Springer“ sich fortbewegten, indem sie drei oder vier Schritte nach rechts und dann ebenso viele nach links machten, aber dabei nicht zurücksprängen ([affirmat] saltatores non regrederentur, sed ut triplici vel ut quadruplici passu, dextrorsum totidemque passibus sinistrorsum procedendo sese moverent); der Eindruck des Zurückspringens entstehe höchstens bei Stauungen der Prozession, wenn eine Menschenmenge das Voranschreiten verhindere (densior turba sequentes progredi vetet).
Die ersten Filmaufnahmen der Prozession belegen, dass zu Beginn des 20. Jahrhunderts nur einzelne Pilgergruppen, die sich einer vermeintlichen Tradition verpflichtet fühlten, einige Schritte vor, dann zurück gesprungen sind. Sehr häufig waren es drei Schritte vor und zwei zurück. Diese Regelung, die immer für ein regelrechtes Chaos sorgte, wurde 1947 definitiv abgeschafft. Seither springt man nur noch mit seitlichen Schritten vorwärts, abwechselnd nach links und nach rechts. Das Ganze, indem man bei jedem Schritt kurz auf dem jeweiligen Fuß verweilt und dann mit dem anderen Fuß zum nächsten Schritt ansetzt, immer im Takt des Prozessionsmarsches.
Heute wird die Prozession vom Willibrordus-Bauverein a.s.b.l. organisiert. Er legt auch die Reihenfolge der Pilger- und Musikgruppen, den Prozessionsweg usw. fest.
Die Prozession beginnt im Hof der ehemaligen Reichsabtei Echternach. Dabei stellen sich jeweils fünf Pilger in einer Reihe auf, jeder hält sich an seinem Nachbarn mit Hilfe eines weißen Taschentuchs. Üblicherweise sind die Pilger mit weißem Hemd oder T-Shirt und blauer bzw. schwarzer Hose gekleidet. Gesprungen wird im Rhythmus einer traditionellen Polka-Weise. Diese wurde zu Beginn des 20. Jahrhunderts schriftlich festgehalten, ist jedoch älteren Ursprungs. Pilgergruppen wechseln sich mit Musikgruppen, darunter viele Musikvereine aus ganz Luxemburg und dem nahen Grenzgebiet, ab. Die Prozession nimmt ihren gut einen Kilometer langen Weg vom Abteihof zur Sauergasse, vorbei an der Peter-und-Paul-Kirche über den Marktplatz hin zur Bahnhofstraße, der Krämergasse, bis sie an der Basilika und damit am Grab Willibrords ankommt.
Die Motivation, an der Prozession teilzunehmen, liegt sowohl in religiösen Gründen als auch im Traditionsbewusstsein. 12.000 bis 14.000 Pilger beteiligten sich alljährlich an der Prozession. Darunter sind 8.000 bis 9.000 Springer. Die Pilger kommen aus ganz Luxemburg, aber auch aus den Niederlanden und Deutschland, vor allem aus den grenznahen Orten der Eifel. Ein Beispiel ist die alljährliche Fußwallfahrt aus Prüm und Waxweiler, die von so genannten Brudermeistern ehrenamtlich organisiert wird. Für viele Schüler Echternacher Schulen ist es nach wie vor etwas Besonderes, an der Prozession teilzunehmen. Allerdings war 2019 der Dienstag nach Pfingsten in Luxemburg kein schulfreier Tag mehr, was zu Protesten des veranstaltenden Willibrordus-Bauvereins und des Bischofs von Luxemburg geführt hatte. Schüler mussten ihrer Schule eine Entschuldigung der Eltern vorweisen, wenn sie an der Prozession teilnehmen wollten. Dennoch waren 2019 mehr Kinder und Jugendliche dabei als in den Vorjahren.
2019 hatten sich 10.243 Teilnehmer angemeldet, das waren 1.330 mehr als 2018. 8.411 wollten als Springer mitziehen. Neben 592 Betern und Sängern waren 1.174 Musikanten und 66 Geistliche dabei. Neben dem Luxemburger Erzbischof Kardinal Jean-Claude Hollerich und seinem Vorgänger Fernand Franck nahmen die Kardinäle Rainer Maria Woelki aus Köln und Willem Jacobus Eijk aus Utrecht teil, Monacos Erzbischof Bernard Barsi und die Diözesanbischöfe Stephan Ackermann (Trier), Felix Genn (Münster) und aus Aachen der emeritierte Bischof Heinrich Mussinghoff.
In der Literatur wurde die Springprozession unter anderem erwähnt von Guillaume Apollinaire und Clara Viebig (Das Kreuz im Venn, Berlin 1908).
Künstlerisch wurde die Prozession von dem französischen Maler Lucien Simon in dem Monumentalgemälde (400 × 630 cm) La procession dansante d’Echternach (Echternacher Springprozession) festgehalten. Er erhielt für dieses Werk (und die weiteren zwei Werke La Moselle und La Sûre) auf der Weltfachausstellung Paris 1937 den Ersten Preis. Das Gemälde ist heute im Dokumentationszentrum über die Springprozession in der Echternacher St.-Willibrord-Basilika zu sehen.

## Übertragene Bedeutung
Der Begriff „Echternacher Springprozession“ wird in manchen Regionen im Sinne der Form des „drei Schritte vor, zwei zurück“ für besonders mühsame Prozesse verwendet, bei denen viele Rückschritte zu verzeichnen sind. Dies trifft aber nicht auf die Realität zu, da die Prozessionsteilnehmer nicht rückwärts springen.

## Filme und Dokumentarfilme
- Les danseurs d’Echternach (1947) von Evy Friedrich
- Echternach und seine Springprozession (1973), Dokumentarfilm des LVR aus der Reihe Alltagskulturen im Rheinland